# Gardone Riviera
Gardone Riviera – miejscowość i gmina we Włoszech, w regionie Lombardia, w prowincji Brescia. Położona na zachodnim brzegu jeziora Garda jest jednym z ważniejszych ośrodków wypoczynkowych i turystycznych w tym regionie.
Według danych na rok 2004 gminę zamieszkiwały 2502 osoby, 125,1 os./km².

## Miasta partnerskie
- Pescara, Włochy